# Ponts de Cercs
Els Ponts de Cercs són els ponts del municipi de Cercs (Berguedà) que formen part de l'Inventari del Patrimoni Arquitectònic de Catalunya.

## Pont de Miralles
El pont de Miralles es troba actualment sota les aigües del pantà de la Baells. Passava sobre el Llobregat, té tres arcs, és pla i tot de pedra. Va de l'antiga carretera de Berga a Vilada, a tocar de l'antiga estació del ferrocarril, de via estreta de la Baells. Té 53 metres de llum i està format per tres arcades molt airoses.

## Pont de la Parròquia
El pont de la Parroquia, sobre el Llobregat, és d'un sol arc fet amb pedra i maons pla, sense baranes en un antic camí. Va esfondrar-se durant la riuada del 1982, en queden els basaments, passa per sobre el Llobregat.

## Pont de la Consolació

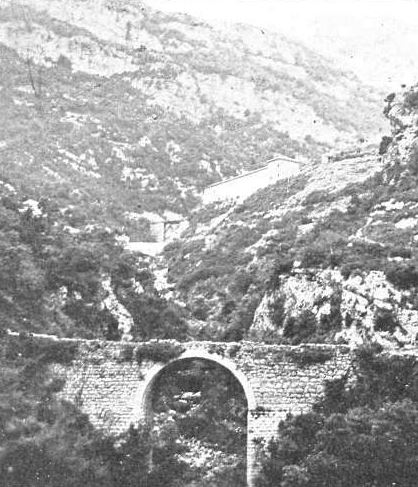
Pont de la Consolació al 1905

El Pont de la Consolació és un pont que passa per sobre del torrent de Sant Corneli o de la Frau, afluent per la dreta del Llobregat.